# BMW C 650 GT

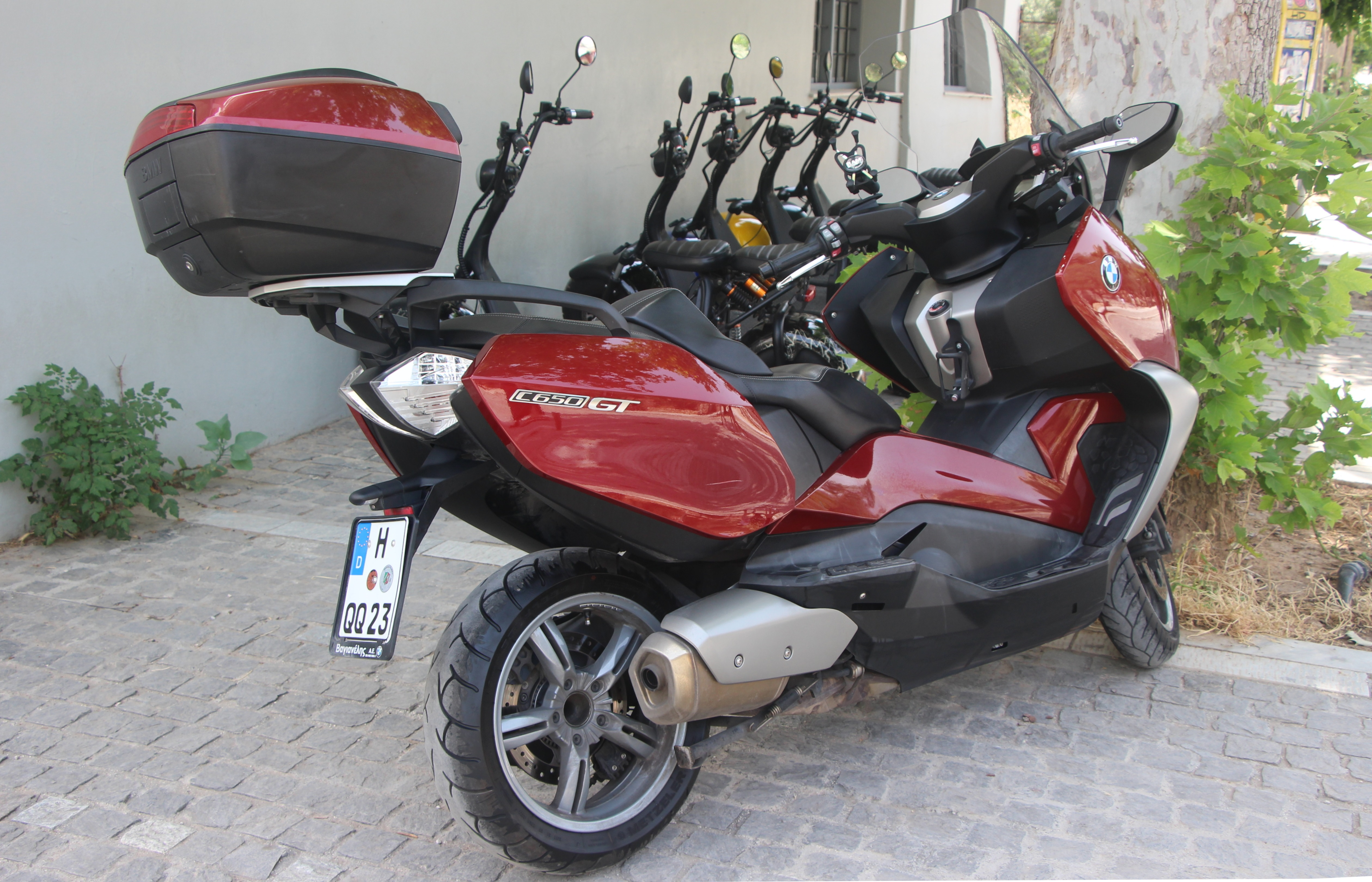
Heckseitenansicht

Der BMW C 650 GT ist ein Motorroller des deutschen Motorradherstellers BMW.

## Geschichte
Der C 650 GT wurde erstmals zusammen mit seinem sportlichen Pendant BMW C 600 Sport am 10. November 2011 anlässlich der Mailänder Motorradmesse EICMA 2011 der Öffentlichkeit vorgestellt.
Die geplante Auslieferung im Frühjahr 2012 verzögerte sich infolge technischer Schwierigkeiten.

„Bei extremen Fahrmanövern ist es zu einer Kettenlängung gekommen, die außerhalb der Spezifikation lag. Wir haben den Antriebsstrang bei den Toleranzen eingeengt und das Motor-Setup entsprechend verändert.“

Ab dem 14. Juli 2012 wurden die ersten Fahrzeuge in Italien, Spanien und Frankreich ausgeliefert, ab dem 21. Juli 2012 auch in Deutschland. Alle weiteren europäischen Märkte folgten am 28. Juli 2012, die Überseemärkte wurden ab Herbst 2012 beliefert.

Im November 2015 wurde die überarbeitete Version des C 650 GT vorgestellt, die außer einem neuen Design und überarbeitetem CVT-Getriebe auf Wunsch mit dem sogenannten „Side View Assistant“ (Toter-Winkel-Assistent) ausgerüstet werden kann. Der C 650 GT ist damit das erste in Serie produzierte Zweirad mit einer solchen Technologie. Aufgrund der Abgasnorm Euro 5 sowie BMWs Ausrichtung auf Elektroantrieb für alle zukünftigen Roller lief die Produktion des C 650 GT 2020 ohne Nachfolger aus.

## Technik

### Antrieb
Der wassergekühlte Zweizylindermotor erzeugt aus 647 cm³ Hubraum eine Nennleistung von 44 kW (60 PS) und ein maximales Drehmoment von 66 Nm bei einer Drehzahl von 6000/min. Die Zylinderbank des Reihenmotors ist um 70° nach vorne geneigt. Die zwei Zylinder haben eine Bohrung von 79 mm, die Kolben einen Hub von 66 mm bei einem Verdichtungsverhältnis von 11,6 : 1. Zwei kettengetriebene, obenliegende Nockenwellen steuern über Tassenstößel jeweils zwei Einlass- und zwei Auslassventile pro Zylinder. Durch einen Hubzapfenversatz von 90 Grad und zwei Ausgleichswellen werden Vibrationen minimiert. Das stufenlose Automatikgetriebe (eng. Continuously Variable Transmission, CVT) treibt über eine gekapselte O-Ring-Rollenkette das Hinterrad an. Durch die stufenlose Kraftübertragung hat der Antrieb 21 % Leistungsverlust.
Zur Abgasreinigung hat der Motor einen geregelten Katalysator und erfüllt die Vorgaben der Euro 3, seit Modelljahr 2016 der Euro 4.
Der durchschnittliche Kraftstoffverbrauch beträgt 4,7 Liter auf 100 km. Der Kraftstofftank hat ein Volumen von 16 Liter, davon sind 3 Liter Reserve. Der Hersteller empfiehlt die Verwendung von bleifreiem Motorenbenzin mit einer Klopffestigkeit von mindestens 95 Oktan und gibt eine theoretische Reichweite von 340 km an. Der Motorroller beschleunigt in 6,4 Sekunden von 0 auf 100 km/h und erreicht eine elektronisch abgeregelte Höchstgeschwindigkeit von 180 km/h.

### Fahrwerk
Der Hauptrahmen besteht aus einer torsionssteifen Brückenrohrkonstruktion aus Stahl, an der Druckgussteile aus Aluminium und die mittragende Motor-Getriebe-Einheit verschraubt sind. Das Vorderrad wird von einer Upside-Down-Gabel geführt, das Hinterrad von einer Einarmschwinge. Die Bremsen sind serienmäßig mit einem Antiblockiersystem ausgerüstet.